# Jørgen Laursen Vig
Jørgen Laursen Vig (31. august 1918 i Bjerager ved Odder – 28. december 2005 i Indien) var en dansk teolog og ejer af Hesbjerg Slot på Fyn, som han købte i 1957 og ejede frem til sin død.
Filmen "The Monastery" af Pernille Rose Grønkjær er lavet over de syv sidste år i Vigs liv, hvor han omdannede det faldefærdige Hesbjerg Slot til et kloster for den russisk-ortodokse kirke efter længe ventet tilladelse. Den er samtidig et portræt af en særling, der brænder for sin sag, men som hen ad vejen må erkende, at drømmen viser sig sværere at realisere end forventet.